# NGC 3482
NGC 3482 est une vaste galaxie spirale barrée située dans la constellation des Voiles. NGC 3482 a été découverte par l'astronome britannique John Herschel en 1835.

## Caractéristiques
NGC 3482 présente une large raie HI.

### Distance
Sa vitesse par rapport au fond diffus cosmologique est de 3 196 ± 22 km/s, ce qui correspond à une distance de Hubble de 47,1 ± 3,3 Mpc (∼154 millions d'al).
À ce jour, une mesure non basée sur le décalage vers le rouge (redshift) donne une distance d'environ 60,000 Mpc (∼196 millions d'al). Cette valeur est à l'extérieur des valeurs de la distance de Hubble. Notons que c'est avec la valeur moyenne des mesures indépendantes, lorsqu'elles existent, que la base de données NASA/IPAC calcule le diamètre d'une galaxie et qu'en conséquence le diamètre de NGC 3482 pourrait être d'environ 39,3 kpc (∼128 000 al) si on utilisait la distance de Hubble pour le calculer.

### Morphologie
NGC 3482 a été utilisée par Gérard de Vaucouleurs comme une galaxie de type morphologique (R1 R2')SAB(rs)a dans son atlas des galaxies,.